# Сфатул Церій

Прапор Сфатул Церій

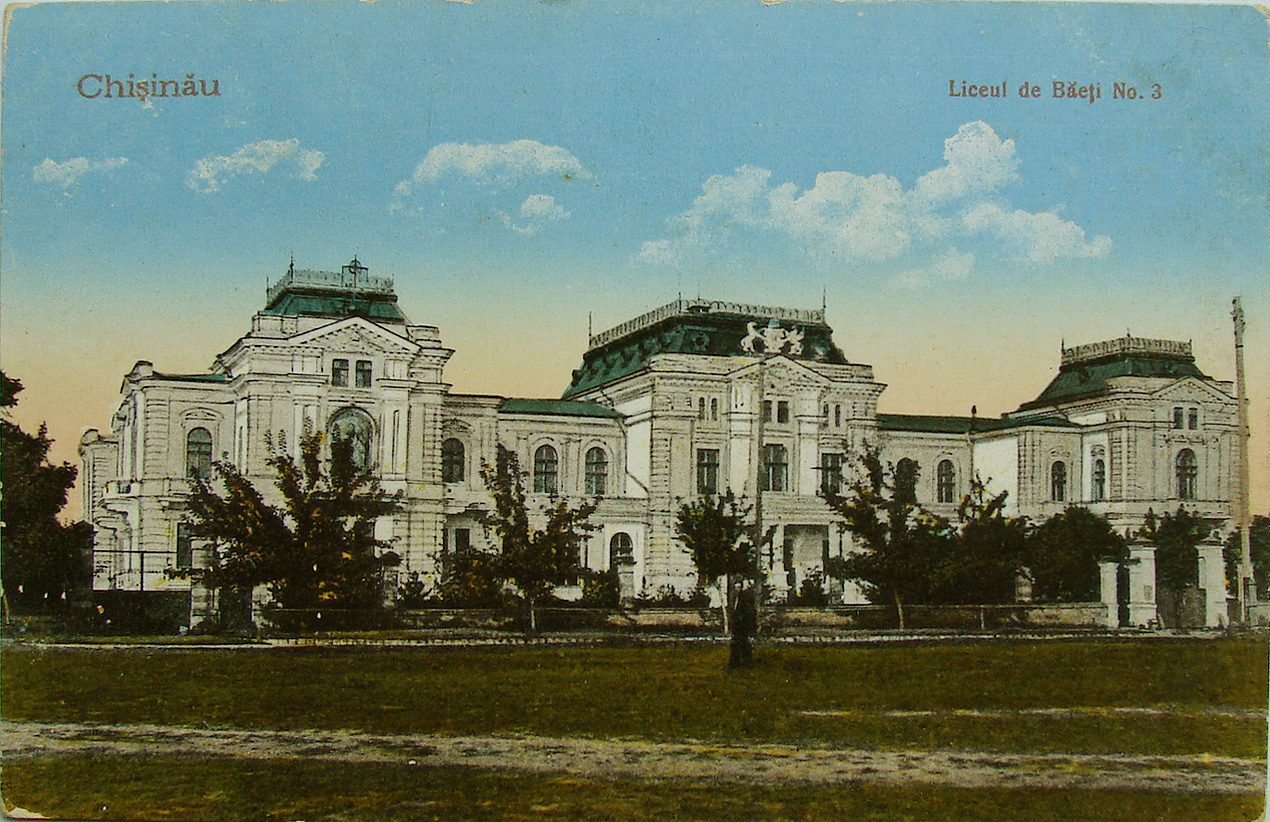
Сфатул Церій

47°01′20″ пн. ш. 28°49′02″ сх. д. / 47.0222° пн. ш. 28.8172° сх. д.
Рада краю (рум. Sfatul Țării — Сфатул Церій)  — вищий орган державної влади у Бессарабії в 1917—1918 та Молдовській Демократичній Республіці.

## Історія
Виник в листопаді 1917 року за ініціативою Військово-молдавського з'їзду в Кишиніві. Всупереч національному складу населення губернії 105 місць дісталося молдованам, а українцям — лише 15. Населені українцями, болгарами й гагаузами південні бессарабські повіти бойкотували Сфатул Церій і не визнавали його, окупований австрійськими військами Хотинський повіт також не був представлений у цьому парламенті.
21 листопада відбулося перше засідання Ради.
2 грудня 1917 р. Сфатул Церій проголосив Бессарабію Молдовською Народною Республікою, що входить, як рівноправний член, до складу єдиної Російської Федеративної Демократичної Республіки, а себе — її верховною владою.
15 грудня проголосив автономну у складі Російської республіки Молдовську Демократичну Республіку.
24 січня 1918 проголосив незалежність цієї республіки від Росії, а 27 березня проголосував за приєднання МДР до Румунського королівства. Важливу роль при утворенні Сфатул Церій зіграла ситуація в сусідній Українській Народній Республіці та проголошення її автономії, а потім незалежності.
Сфатул Церій по суті був парламентом. Його очолювала Рада міністрів, головою Сфатул Церій став есер Пантелеймон Ерхан. Фактично він керував Молдовською Демократичною Республікою. Також важливу роль у владі відігравали Йон Інкулец, якого було обрано Президентом МДР, і Даніел Чугуряну — Прем'єр-міністр незалежної Молдовської республіки.

## Галерея

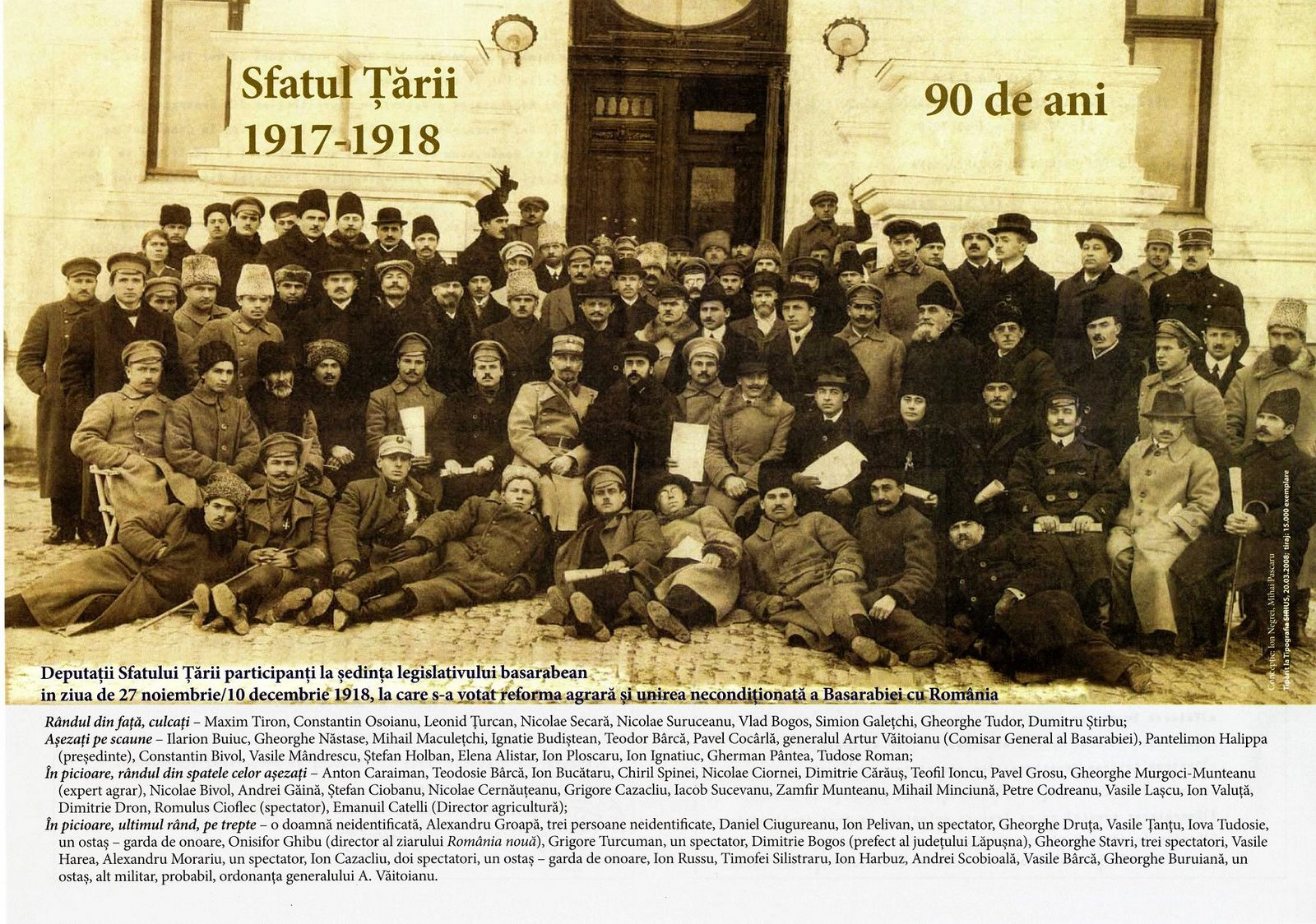
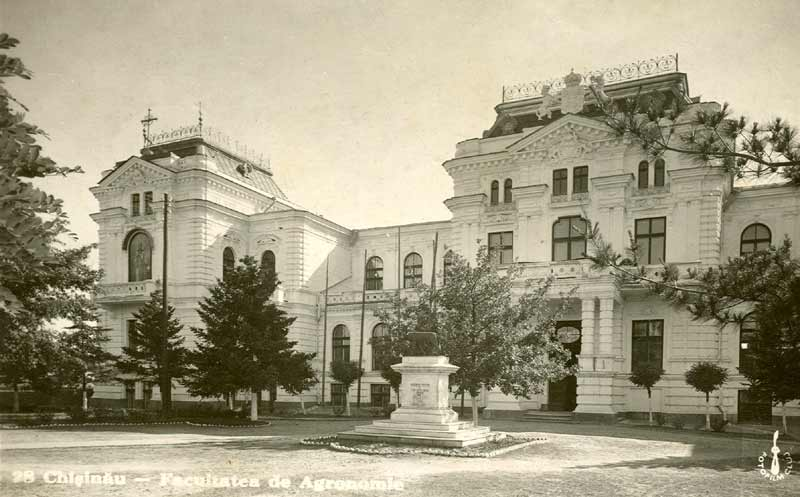
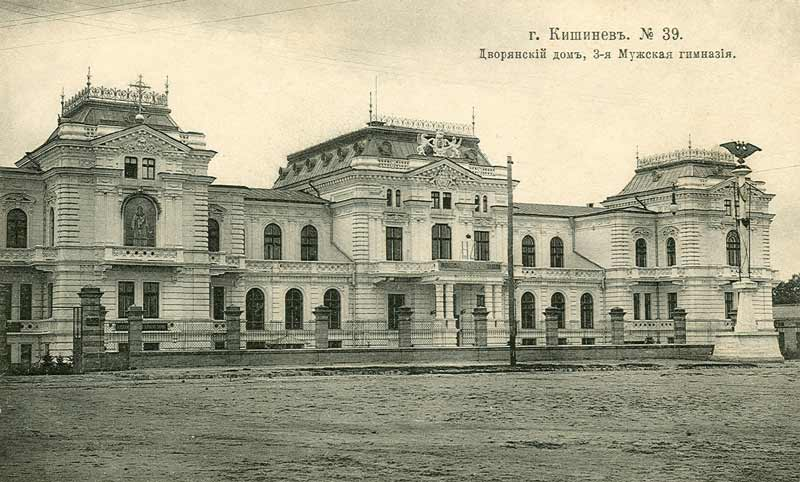
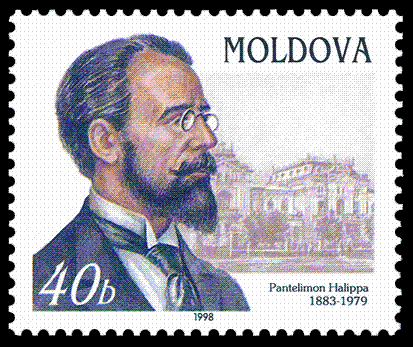
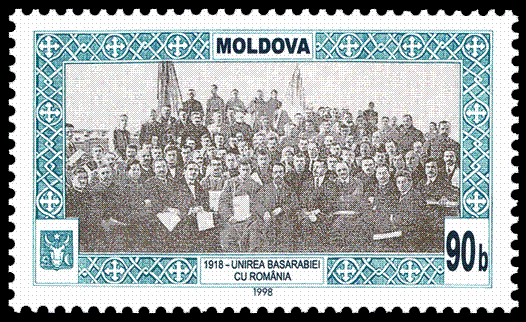
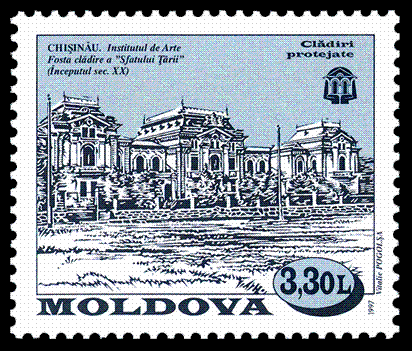
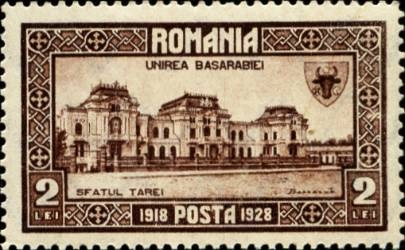
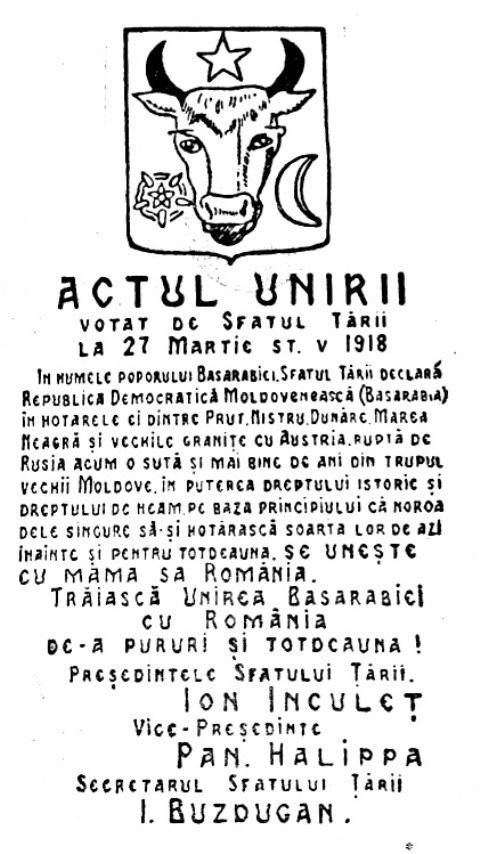